# SMS Orjen
SMS Orjen – austro-węgierski niszczyciel z początku XX wieku. Piąta jednostka typu Tátra.  Okręt przetrwał I wojnę światową i w 1920 roku został przekazany Włochom. Wcielony do Regia Marina pod nazwą Pola. Skreślony z listy floty w 1937 roku.
„Orjen” wyposażony był w cztery kotły parowe opalane ropą i dwa opalane węglem. Współpracowały one z dwoma turbinami parowymi AEG-Curtis. Okręt uzbrojony był w dwie pojedyncze armaty kalibru 100 mm L/50 (po jednej na dziobie i rufie), sześć pojedynczych armat 66 mm L/45 (po trzy na każdej burcie), oraz dwie podwójne wyrzutnie torped kalibru 450 mm.